# Ewa Bińczyk (ur. 1976)

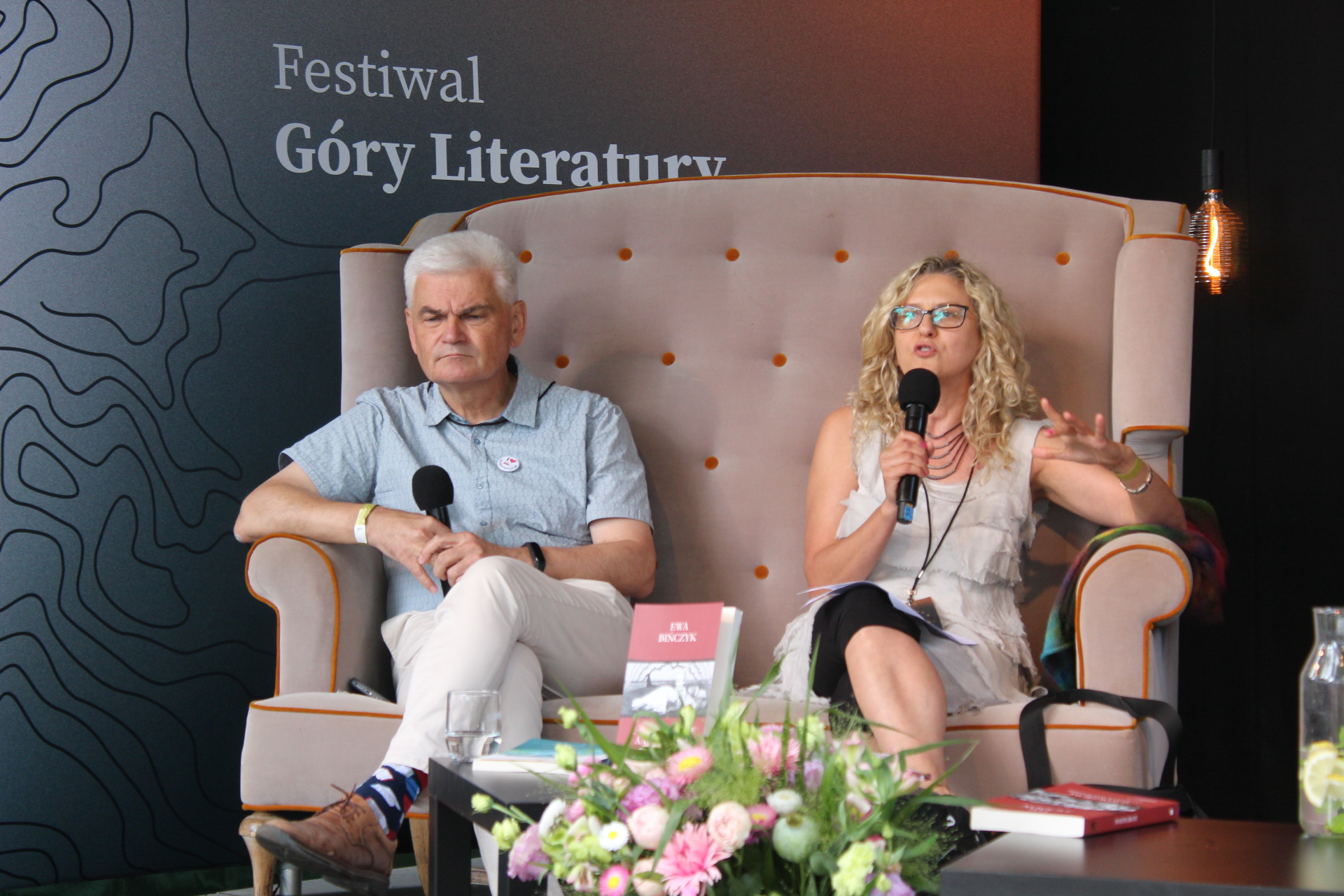
Edwin Bendyk i Ewa Bińczyk

Ewa Bińczyk (ur. 22 czerwca 1976) – polska filozofka, wykładowczyni Uniwersytetu Mikołaja Kopernika w Toruniu; zajmuje się socjologią wiedzy, filozofią nauki, historią nauki, filozofią języka, studiami nad nauką i technologią.

## Życiorys
Uzyskała na Uniwersytecie Mikołaja Kopernika magisterium z filozofii w 2000 na podstawie pracy Nieobecność podmiotu jako zasada teorii dyskursów Michela Foucault oraz w 2001 z socjologii na podstawie pracy „Socjologia wiedzy” w Biblii. W 2004 doktoryzowała się z filozofii języka na podstawie pracy Nowe oblicza referencyjności w świetle wybranych koncepcji filozofii współczesnej (promotor: Andrzej Szahaj). W 2013 uzyskała habilitację na podstawie dysertacji Technonauka w społeczeństwie ryzyka. Filozofia wobec niepożądanych następstw praktycznego sukcesu nauki. W 2020 otrzymała tytuł naukowy profesora nauk humanistycznych.
Jest profesor nadzwyczajną UMK, gdzie na Wydziale Humanistycznym kieruje Zakładem Filozofii Nauki w Instytucie Filozofii UMK.
Wyróżniona (2009) oraz nagrodzona (2010) w stypendium tygodnika „Polityka” „Zostańcie z nami”. Otrzymała także Stypendium Fundacji Fulbrighta, które odbyła w latach 2006–2007 we Fresno City College i stypendium Fundacji na rzecz Nauki Polskiej dla młodych naukowców (2005).

## Publikacje książkowe
- Uspołecznianie antropocenu. Ekowerwa i ekologizowanie ekonomii. Toruń, Wydawnictwo Naukowe UMK, 2023.
- Epoka człowieka. Retoryka i marazm antropocenu, Warszawa, Wydawnictwo Naukowe PWN, 2018.
- Horyzonty konstruktywizmu. Inspiracje, perspektywy, przyszłość, red. naukowa Ewa Bińczyk, Aleksandra Derra, Janusz Grygieńć. Toruń: Wydawnictwo Naukowe UMK, 2015.
- Studia nad nauką oraz technologią. Wybór tekstów, red. naukowa Ewa Bińczyk, Aleksandra Derra. Toruń: Wydawnictwo Naukowe UMK, 2014.
- Modeling Technoscience and Nanotechnology Assessment. Perspectives and Dilemmas. Współautor: Tomasz Stępień. Frankfurt am Mein, Bern, Bruxelles, New York, Oxford, Warszawa, Wien: Wydawnictwo Peter Lang, 2014.
- Technonauka w społeczeństwie ryzyka. Filozofia wobec niepożądanych następstw praktycznego sukcesu nauki, Toruń: Wydawnictwo Naukowe UMK, 2012.
- Obraz, który nas zniewala. Współczesne ujęcia języka wobec esencjalizmu i problemu referencji, Kraków: Universitas, 2007.
- Socjologia wiedzy w Biblii, Kraków: Zakład Wydawniczy Nomos, 2003.